# Idjena dammermani
Genre
Espèce
Idjena dammermani, unique représentant du genre Idjena, est une espèce d'opilions laniatores de la famille des Podoctidae.

## Distribution
Cette espèce est endémique de Java en Indonésie. Elle se rencontre sur l'Ijen.

## Description
Le syntype mesure 2,5 mm.

## Étymologie
Cette espèce est nommée en l'honneur de Karel Willem Dammerman (1885-1951).

## Publication originale
- Roewer, 1927 : « Weitere Weberknechte I. 1. Ergänzung der: "Weberknechte der Erde", 1923. » Abhandlungen des Naturwissenschaftlichen Vereins zu Bremen, vol. 26, p. 261–402.